# Kowalk

Herb Kowalk

Herb Kowalk według Gajla

Kowalk (Kowalck, Kowalek, Kowalik, Covalcken, Księżyc odmienny) – kaszubski herb szlachecki, według Przemysława Pragerta odmiana herbu Księżyc.

## Opis herbu
Opis z wykorzystaniem zasad blazonowania, zaproponowanych przez Alfreda Znamierowskiego:
W polu błękitnym półksiężyc z twarzą złoty, nad którym trzy gwiazdy w pas. Klejnot: nad hełmem w koronie trzy róże czerwone na łodygach zielonych o dwóch listkach w wachlarz.
Według przekazów od Żernickiego i Ostrowskiego, które powtórzył Tadeusz Gajl, pole tego herbu było czerwone.

## Najwcześniejsze wzmianki
Herb pojawił się po raz pierwszy na mapie Pomorza Lubinusa z 1618. Wymienia go też Nowy Siebmacher, Ledebur (Adelslexikon der preussiche Monarchie von...) oraz Żernicki (Der polnische Adel, Die polnischen Stamwappen).

## Rodzina Kowalk
Drobna rodzina szlachecka z ziemi lęborskiej, o nazwisku pochodzącym od nazwy osobowej Kowal. Wymieniani w latach 1605, 1608, 1618, 1621 (Kowalken), 1658 (Hanss, Paul Kowalcken). Do XVIII wieku posiadali dział we wiosce Dąbrówka. Kolejne wzmianki o rodzinie pochodzą z 1790 (Michał Krzysztof Kowalek Brzeszowski), 1756 (Philip Christian von Kowalk), 1714, 1730 (Kowalik), 1782 (Kowalk). W XVIII wieku nie notowano już rodziny w Dąbrówce, ale za to we wsiach: Słuszewo, Łówcz Dolny, Zakrzewo, Czymanowo, Opalino, Wyszecino.

## Herbowni
Kowalk (Cowalck, Kowalck, Kowalek, Kowalicki, Kowalik, Kowalke) z przydomkami przyjmowanymi od wiosek: Brzeszowski oraz Dąbrowski.